# Kraj Tukums
Kraj Tukums, lotyšsky Tukuma novads, je krajem v Kurzeme v Lotyšsku. Jeho severní část se nachází u pobřeží Rižského zálivu Baltského moře a to západně od města Jūrmala. Krajským městem je Tukums. Kraj je také známý Národním parkem Ķemeri.

## Historie
Kraj Tukums byl ustanoven dne 1. července 2021 v rámci administrativně-územní reformy Lotyšska v roce 2021. Osídlení v kraji je archeologicky doložené již od 3. tisíciletí př. Kr.

## Galerie

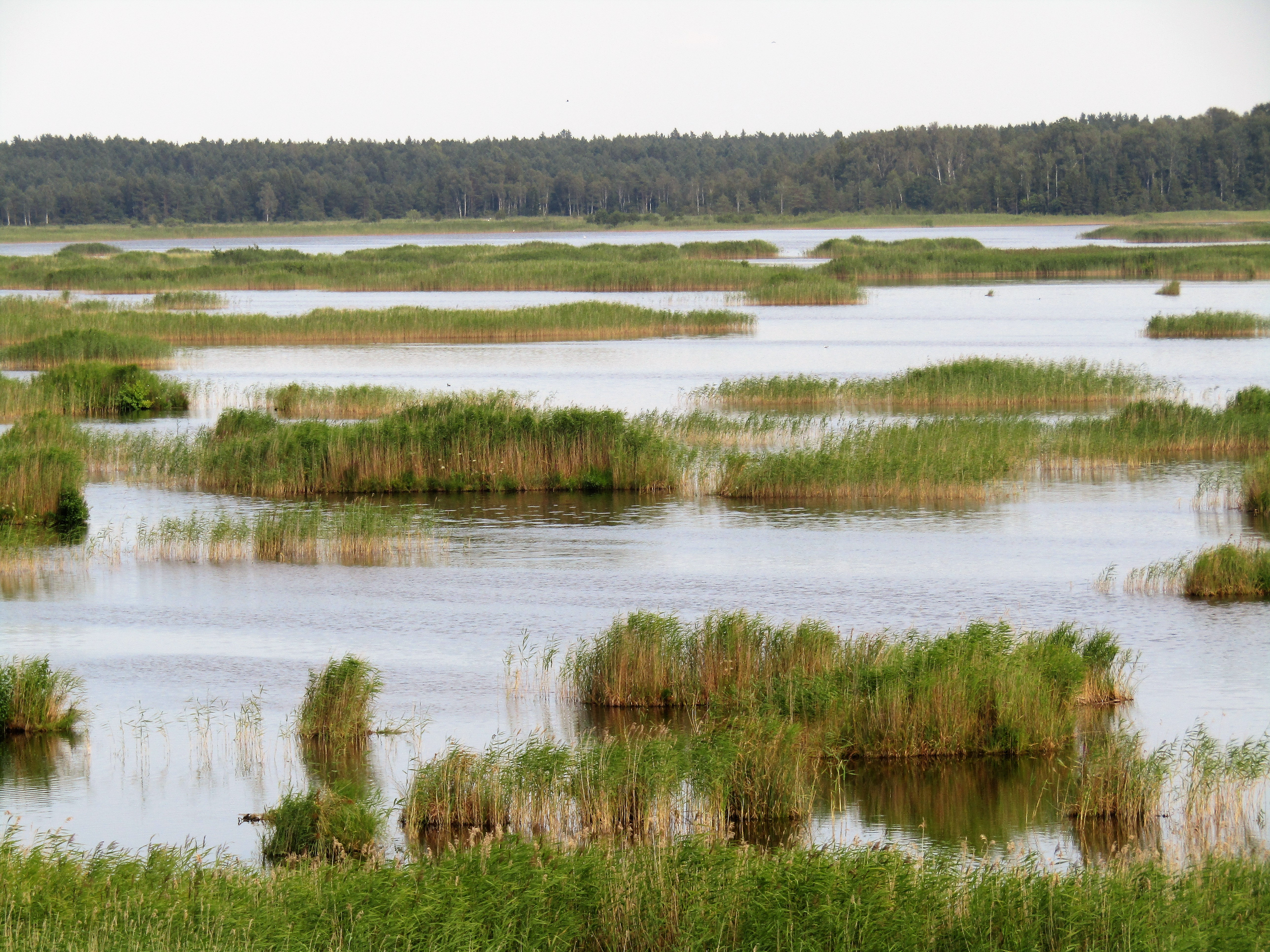

## Největší sídla
| N#  | Název       | Typ sídla | Počet obyvatel (2021) |
| --- | ----------- | --------- | --------------------- |
| 1.  | Tukums      | Město     | 18 040                |
| 2.  | Kandava     | Město     | 3607                  |
| 3.  | Engure      | Vesnice   | 1310                  |
| 4.  | Lapmežciems | Vesnice   | 1287                  |
| 5.  | Slampe      | Vesnice   | 813                   |
| 6.  | Jaunpils    | Vesnice   | 797                   |
| 7.  | Smārde      | Vesnice   | 620                   |
| 8.  | Pūre        | Vesnice   | 600                   |
| 9.  | Ragaciems   | Vesnice   | 576                   |
| 10. | Tume        | Vesnice   | 575                   |
| 11. | Irlava      | Vesnice   | 496                   |
| 12. | Džūkste     | Vesnice   | 384                   |